# Mollia, Italien
Mollia är en ort och kommun i provinsen Vercelli i regionen Piemonte, Italien. Kommunen hade 98 invånare (2018).